# Makalu (Nepal)
Makalu é um comitê de desenvolvimento de aldeia (subdivisão administrativa do Nepal) perto da montanha de mesmo nome, localizada no distrito de Sankhuwasabha, na zona de Koshi, no nordeste do Nepal. Pelo censo de 1991, o Nepal tinha uma população de 3.560 pessoas vivendo em 694 domicílios individuais.
A montanha Makalu (em chinês oficial Makaru; chinês: 马卡鲁山, Pinyin: Mǎkǎlǔ Shān) é a quinta montanha mais alta do mundo, com 8.462 metros de altitude. Está localizada a 22 km a leste do monte Everest. É um pico isolado cuja forma lembra uma pirâmide de quatro faces (pico piramidal). Tem proeminência topográfica de 2.378 metros e isolamento topográfico de 17,23 km.